# Drajinci
Drajinci (cyr. Драјинци) – wieś w Serbii, w okręgu pczyńskim, w gminie Surdulica. W 2011 roku liczyła 53 mieszkańców.